# Блант-Литтон, Джудит, 16-я баронесса Уэнтворт
Джудит Анна Доротея Блант-Литтон, 16-я баронесса Уэнтворт (англ. Judith Anne Dorothea Blunt-Lytton, 16th Baroness Wentworth; 6 февраля 1873 — 8 августа 1957) — британская аристократка, носила титул баронессы Уэнтворт (1917—1957). Правнучка поэта Джорджа Гордона Байрона, внучка Ады Лавлейс.

## Биография
Была единственным ребёнком Вильфрида Скауэна Блента и его супруги Энн Блант; по линии матери она была правнучкой поэта и лорда Джорджа Байрона. Большую часть детства и юности Джудит провела с родителями в странах Ближнего Востока, где её родители закупали арабских чистокровных лошадей для сохранения породы.
В 1917 году после смерти матери стала баронессой Уэнтворт, из-за чего вскоре у неё произошла ссора с отцом, который стремился лишить её наследства. В результате последовал судебный процесс между отцом и дочерью, в результате которого семейным конным заводом владела совместно с отцом. После смерти отца она продолжила дело родителей, став заводчицей арабских чистокровных лошадей, которые продавались во многие страны мира, включая СССР, Испанию и США.
Помимо арабских лошадей Джудит занималась разведением кинг-чарльз-спаниелей, которые были победителями собачьих соревнований. Помимо этого, она писала книги по селекции и стихи, а также увлекалась живописью.
Скончалась 8 августа 1957 года в больнице города Кроли (Сассекс) на 85-м году жизни, заупокойная месса прошла 14 августа во францисканском монастыре города Кроли.

## Семья
Была замужем за Невиллом Бульвер-Литтоном (6 февраля 1879 —  9 февраля 1951), супруги развелись в 1923 году. У пары был сын и две дочери. Их сын Ноэль (7 апреля 1900 — 18 января 1985), после смерти матери стал бароном Уэнтворт (с 1957), а ранее после смерти отца в 1951 году стал графом Литтон.